# Daihatsu Materia
La Daihatsu Materia è una monovolume di ridotte dimensioni di segmento B prodotta dalla casa automobilistica giapponese Daihatsu dal 2006 al 2016.
In Giappone e Taiwan, a differenza dell'Europa, l'automobile è nominata Daihatsu Coo. In Giappone, è venduta anche dalla Toyota, con il nome Toyota bB, e dalla Subaru, con il nome Subaru Dex.
La commercializzazione della vettura con marchi Daihatsu e Subaru ha avuto termine alla fine del 2012; è restata in produzione a marchio Toyota sino a metà del 2016 quando la produzione è cessata.

## Meccanica
La vettura debuttò in Giappone nel dicembre 2005 con la produzione e le vendite che vennero avviate in patria nella primavera dell’anno successivo, mentre la Materia europea venne presentata al salone dell’automobile di Parigi nell’autunno del 2006 e le vendite partirono in Europa nella fine dello stesso anno.
Nacque per sostituire il modello YRV che ottenne un buon successo sul mercato europeo, ma non in madrepatria. A differenza della progenitrice presenta una carrozzeria squadrata e un abitacolo molto spazioso andando in diretta concorrenza contro la Nissan Cube che proprio in Giappone stava ottenendo un enorme successo di vendite.
La Daihatsu Materia è basata sulla piattaforma di seconda generazione della Daihatsu Sirion e della Toyota Yaris; equipaggiata con due motori da 1,3 e 1,5 litri non dispone di motorizzazioni diesel mentre è stata invece resa disponibile anche in versione a trazione integrale. Dal 2007 in Italia è proposta anche con alimentazione Bi-fuel (benzina e GPL) denominata GreenPowered. L'impianto è montato su tutte le versioni comprese le automatiche e le 4WD.
Per quanto riguarda la trasmissione sono disponibili sia cambio manuale che cambio automatico.

## Motorizzazioni
| Modello             | Disponibilità | Motore                       | Cilindrata cm³ | Potenza        | Coppia max              | Emissioni CO2 (g/Km) | 0–100 km/h (secondi) | Velocità max (Km/h) | Consumo medio (Km/l) |
| 1.3 16V K3-VE       | dal debutto   | 4 cilindri in linea, Benzina | 1.298          | 67 kW (91 CV)  | 120 N•m @4.400 giri/min | 156                  | 11,5                 | 169                 | 15,2                 |
| 1.5 16V 3SZ-VE      | dal debutto   | 4 cilindri in linea, Benzina | 1.495          | 76 kW (103 CV) | 132 N•m @4.400 giri/min | 169                  | 10,8                 | 170                 | 13,2                 |
| 1.5 16V 3SZ-VE auto | dal debutto   | 4 cilindri in linea, Benzina | 1.495          | 76 kW (103 CV) | 138 N•m @4.400 giri/min | 176                  | 13,7                 | 164                 | 13,3                 |
| 1.5 16V 3SZ-VE 4WD  | dal debutto   | 4 cilindri in linea, Benzina | 1.495          | 76 kW (103 CV) | 132 N•m @4.400 giri/min | 172                  | 11,9                 | 168                 | 13,7                 |